# تیغ آفتاب (فیلم ۱۳۶۹)
تیغ آفتاب فیلمی به کارگردانی مجید جوانمرد و نویسندگی احمد هاشمی و مجید جوانمرد محصول سال ۱۳۶۹ است.

## خلاصه داستان
علی خان، پس از سال‌ها زندگی در کوهستان با همسر و دخترش به زادگاه خود بازمی‌گردد تا انگیزهٔ قتل برادرش را که به دست عوامل خان کشته شده است روشن کند. اوژن، برادرزادهٔ او که آسیابان خان است رو در روی علی خان می‌ایستد و موجب درگیری میان علی و عوامل خان می‌شود.

## بازیگران
- داریوش ارجمند در نقش علیجان
- محمد صالح‌علا در نقش اوژن
- چنگیز وثوقی در نقش تیمور
- هما روستا در نقش  گلینی
- جهانگیر فروهر در نقش خان
- شهلا ریاحی در نقش لیلا بی‌بی
- احمد هاشمی در نقش گرگعلی
- عبدالرضا آشتیانی در نقش گودرز
- افسانه مقامی در نقش بی‌بی‌ناز
- آناهیتا قاضی‌بیات در نقش سرگل
- داریوش بابائیان در نقش ذاکر
- اسکندر رفیعی در نقش کدخدا
- محمد نمازی در نقش مش‌نجیم
- حسین صفاریان در نقش سبزعلی
- مسعود زنجانی در نقش دادخدا
- کیانا باباییان در نقش دختربچه روستایی
- کیان باباییان در نقش پسربچه روستایی
- محمد سلیمی در نقش پسربچه روستایی
- رضا میرزایی در نقش پسربچه روستایی
- غلامعلی آزاد در نقش میرمحمد
- زهرا کلانی در نقش زن سبزعلی
- حسین احدی در نقش آهنگر
- منصور فرنیا در نقش خان والا
- حسین غیاثی در نقش  راننده خان
- تقی محمودی در نقش غلام
- احمد حافظ‌القرآن در نقش نوکر منزل خان
- سیدمحمد اخروی در نقش تفنگچی
- صفر صلاحلو در نقش تفنگچی
- ناصر چنانی در نقش تفنگچی
- حسین میرزایی در نقش تفنگچی
- وهاب نعمتی در نقش تفنگچی
- علیرضا شریفی در نقش تفنگچی
- محمد زمانی در نقش تفنگچی